# Ołeh Mirosznyk
Ołeh Wołodymyrowycz Mirosznyk, ukr. Олег Володимирович Мірошник (ur. 21 grudnia 1977 w Perszotrawenśku) – ukraiński futsalista, grający na pozycji napastnika.

## Kariera piłkarska
W 1998 roku rozpoczął swoją karierę piłkarską grając w Szachtarze Donieck. Latem 2000 przeszedł do Interkasu Kijów. Na początku 2003 został zaproszony do MFK Szachtar Donieck, w którym występował przez 8 lat. W styczniu 2011 przeniósł się do Jenakijewca Jenakijewe. Latem 2012 zmienił klub na Buran-Resurs Donieck. W 2014 wyjechał do Białorusi, gdzie bronił barw Forte Mohylew i MFK Barysau-900. W sierpniu 2017 zasilił skład klubu Epicentr K Awanhard Odessa.

## Kariera reprezentacyjna
Wieloletni reprezentant Ukrainy, barwy której bronił od 2003 do 2007.

## Sukcesy i odznaczenia

### Sukcesy piłkarskie
InterKrAZ Kijów
- mistrz Ukrainy: 2002/03
- zdobywca Pucharu Ukrainy: 2000/01
- finalista Pucharu Ukrainy: 2001/02

MFK Szachtar Donieck
- mistrz Ukrainy: 2003/04, 2004/05, 2005/06, 2007/08
- wicemistrz Ukrainy: 2008/09
- brązowy medalista mistrzostw Ukrainy: 2006/07
- zdobywca Pucharu Ukrainy: 2003/04, 2005/06
- finalista Pucharu Ukrainy: 2004/05, 2008/09
- zdobywca Superpucharu Ukrainy: 2005, 2006, 2008
- półfinalista Pucharu UEFA w futsalu: 2005/06

### Sukcesy indywidualne
- wielokrotnie wybierany na listę 15 oraz 18 najlepszych futsalistów Ukrainy

### Odznaczenia
- tytuł Mistrza Sportu Ukrainy
- członek Klubu Ołeksandra Jacenki: 311 goli